# Frederik H. Kreuger

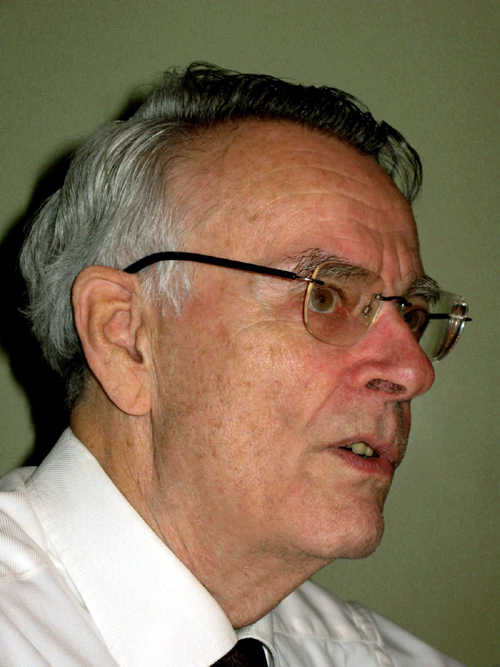
Frederik H. Kreuger.

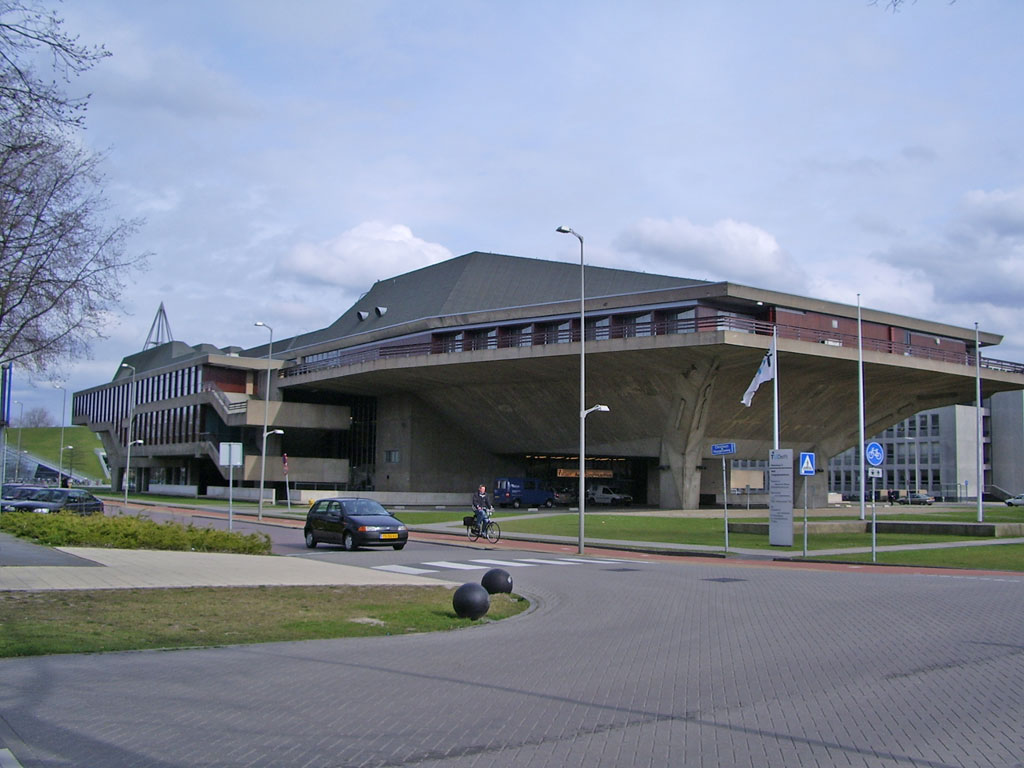
Technische Universiteit Delft.

Frederik Hendrik Kreuger (Amsterdam, 14 mei 1928 – Delft, 10 januari 2015) was een Nederlandse elektrotechnicus, schrijver en biograaf van Han van Meegeren.
Kreuger studeerde aan de Technische Universiteit Delft en promoveerde daar in 1961. Vervolgens werkte hij in de industrie, eerst in Zweden en Engeland, daarna bij de Nederlandse Kabelfabriek. Van 1986 tot 1995 was hij bijzonder hoogleraar hoogspanningstechniek in Delft. Na zijn pensioen schreef hij een aantal thrillers waarin kunst een rol speelt en een biografie van Han van Meegeren. Kreuger was ook de leider van het zigeunerorkest Siperkov.

## Publicaties
- Detection and location of discharges : in particular in plastic-insulated high-voltage cables, Proefschrift Delft, 1961.
- Leiding en misleiding in research : het leiden van onderzoek, ontwikkeling, ontwerp en andere creatieve onderwerpen in 10 brieven, Samson, Alphen aan den Rijn, 1969.
- Industrial high DC voltage, Delftse Universitaire Pers 1991
- Zigeunermuziek Delftse Universitaire Pers 1996 ISBN 90-407-1362-6
- De Nachtwacht op avontuur : een schelmenroman, Deltech, Delft, 1998
- Onder hoogspanning : een koninklĳke satire, Deltech, Delft, 1999
- Il Cannone : de duistere omzwervingen van een beroemde viool, Deltech, Delft, 1999
- De restauratie : op zoek naar de verdwenen stroken van de Nachtwacht, Deltech, Delft, 2000
- Het beeld van de vrĳheid, Deltech, Delft, 2001
- Vals, Quantes, Rijswijk, 2001
- Het bedrog : roman naar het opzienbarende leven van de meestervervalser Han van Meegeren, Quantes, Rijswijk, 2003
- De Tweede Gouden Eeuw, hoe de techniek Nederland in korte tijd veranderde, Veen, Diemen 2007 ISBN 9789085711124
- De Fabriek. Kroniek van een ingenieur, Quantes, Delft 2009
- Moord in de Choorstraat: Een Maçonnieke Schelmroman, Quantes, Rijswijk, 2012

## Biografisch werk
- Han van Meegeren, meestervervalser, Veen Magazines, Diemen, 2004
- De arrestatie van een meestervervalser, Veen Magazines, Diemen, 2006
- The life and work of Han van Meegeren, master forger, aanwezig als depotexemplaar bij de Koninklijke Bibliotheek onder Nr "DPG 0469 Depotexemplaar"[1]
- Portretten en zelfportretten van Han van Meegeren, Kreuger, Delft, 2006
- A New Vermeer, life and work of Han van Meegeren, Kreuger, Rijswijk, 2007
- Han van Meegeren Revisited. His Art & a List of his Works., Kreuger, Fourth enlarged edition. Quantes Publishers Rijswijk, Delft 2013. ISBN 978 90 5959 065 6